# Trogon de Sumatra
Apalharpactes mackloti
Espèce
Statut de conservation UICN

 LC  : Préoccupation mineure
Le Trogon de Sumatra (Apalharpactes mackloti) est une espèce d'oiseaux de la famille des Trogonidae.

## Répartition
Cet oiseau est endémique de Sumatra en Indonésie.